# Història de la ràdio

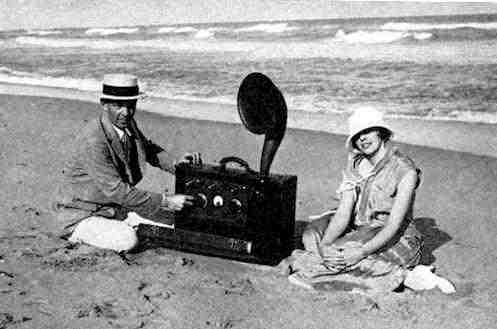
La primera ràdio portàtil a Palm Beach. Va ser un regal de casament d'Edwin Armstrong a la seva dona el 1923

La història de la ràdio descriu els principals passos en l'evolució del mitjà de comunicació anomenat ràdio i de la tecnologia que el fa possible, des del descobriment de les ones electromagnètiques fins a l'actualitat.

## Mitjà de comunicació

### Orígens de la ràdio

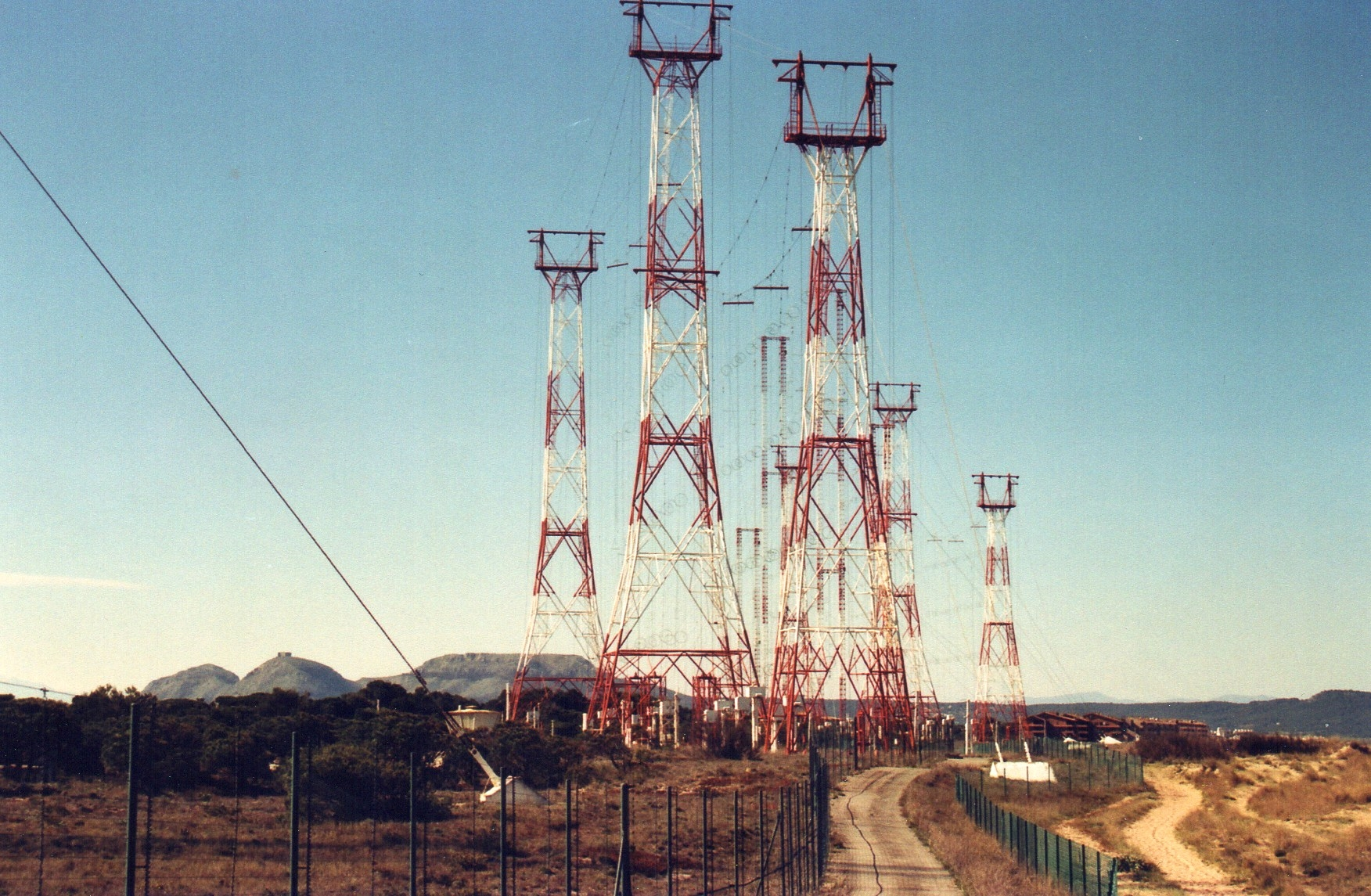
Les antenes de Radio Liberty, a Pals, que del 23 de març de 1959 fins al 25 de maig de 2001 van fer arribar informació a l'altra banda del Teló d'Acer.

El 14 de maig del 1897 Guglielmo Marconi va fer la primera transmissió de ràdio de la història. El 1903 va establir als Estats Units l'estació WCC per a transmetre missatges d'est a oest, en la inauguració de la qual van creuar missatges de salutació el president Theodore Roosevelt i el rei Eduard VIII del Regne Unit. El 1904 va arribar a un acord amb l'Oficina de Correus britànica per a la transmissió comercial de missatges per ràdio, engegant aquell mateix any el primer periòdic oceànic -a bord dels bucs de la línia Cunard-, que rebia les notícies per ràdio. El valor de la ràdio en la guerra es va demostrar per primer cop durant la Guerra italo-turca de 1911. Amb l'entrada d'Itàlia a la Primera Guerra Mundial el 1915 fou designat com a responsable de les comunicacions sense fils per totes les forces armades. Lee De Forest propicià el concepte i la pràctica del broadcasting, emetent diversos programes amb veus i música entre 1906 i 1914.
La ràdio es popularitzà a partir de la dècada del 1920 a Nova York. La primera emissora es considera que fou la KDKA de Pittsburg, que obrí el 2 de novembre de 1910, i que tenia una empresa al darrere que fabricava receptors. De seguida es multiplicaren les ràdios als Estats Units. La legislació dels Estats Units emparà La llibertat d'expressió, el que permeté a la ràdio privada assolir la primera maduresa, amb estacions independents i xarxes regionals abonades a les grans NBC i CBS, però també emissores no comercials, universitàries i religioses. La música i l'humor incrementaren l'audiència i la publicitat, però el paper preponderant el seguia tenint de la política. La ràdio va evidenciar el seu poder el 30 d'octubre de 1938, quan Orson Welles va emetre per ràdio La guerra dels mons, generant alarma per la falsa retransmissió d'una invasió alienígena.

### Models de ràdio
La radiodifusió s'inicià a Europa el 1922. A diferència dels Estats Units, són els estats europeus els qui en tenien la titularitat. Això era exclusivament així fins que a Gran Bretanya el ministre Neville Chamberlain promogué la unió de grans empreses i petits fabricants interessats en les emissions de ràdio en la British Broadcasting Company, la BBC, que el 1927 passaria de ser companyia a ser una corporació pública amb el monopoli de la radiodifusió. Les sis grans empreses que havien fet la companyia inicial es quedaren amb el monopoli de la venda de receptors. D'aquesta manera, enfront del model privat americà, a Anglaterra el mitjà evolucionà cap a un model eminentment públic.
A França el primer permís s'atorgà el 1922 a Emile Girardeau, que va fer la primera emissora privada, anomenada Radiola o Radio París, però el desenvolupament fou lent fins a les eleccions del 1936. A Alemanya fou el 1923 quan s'autoritzaren les emissions públiques de Ràdio. A Argentina hi havia emissions des de 1922, a Austràlia des del 1923 i al Japó des del 1925.

### Les guerres
A Espanya l'autorització per la primera emissora de ràdio fou el 1924 i la primera ràdio va ser Ràdio Barcelona, que començà les emissions el 14 de novembre, tot i que a partir del 1925 el protagonisme fou per Unión Radio. El naixement de la ràdio com a mitjà periodístic a Espanya se situa a la proclamació de la II República Espanyola. Entre el 1932 i el 1934 s'autoritzaren 59 ràdios locals com les de Girona, Lleida i Tarragona, que juntament amb altres formaren una cadena catalana amb Ràdio Associació. La Guerra Civil Espanyola fou el primer conflicte que revelà les grans possibilitats de la ràdio, on tingué més pes que la premsa sobretot per l'eficàcia que demostrà pel que fa a la propaganda i contrapropaganda. També es visqué la primera guerra de les ones amb centenars de petites emissores sense control.
L'eclosió de la ràdio com el mitjà més aventatjós per als conflictes bèl·lics, per sobre de la premsa, fou a la Segona Guerra Mundial. La recerca d'estratègies de propaganda i contrapropaganda acompanyada de la imposició de la censura i la creació d'emissions estrangeres per a minar la moral de la població, es generalitzà. El nazisme a Alemanya i la Unió Soviètica desenvoluparen receptors assequibles per la població incapaços de captar emissions estrangeres i donant una versió esbiaixada del que passava. Mentrestant la BBC augmentà la plantilla per a impulsar les emissions en diverses llengües, sobretot la francesa, buscant la professionalitat i denunciant les atrocitats. Els Estats Units crearen una xarxa de 300 estacions per a la contrapropaganda nazi i italiana, sobretot a l'Amèrica Llatina. Hi van haver 1646 corresponsals de guerra acreditats, 500 acompanyant l'exèrcit americà.

### A Catalunya
La ràdio a Catalunya neix durant la dictadura del general Primo de Rivera, una conjuntura política que obliga a emetre en castellà i impossibilita el desenvolupament de la ràdio informativa. Durant la Segona República Espanyola, la ràdio esdevé un mitjà d'informació massiu i una eina política compromesa amb la recuperació cultural i lingüística. En acabar la Guerra Civil Espanyola, els guanyadors utilitzen la ràdio per aniquilar la cultura i la llengua catalanes.

## Tecnologia

### Les bases teòriques
Les bases teòriques de la propagació de les ones electromagnètiques van ser descrites per primera vegada per James Clerk Maxwell en un document adreçat a la Royal Society titulat Una teoria dinàmica del camp electromagnètic, que descrivia els seus treballs entre els anys 1861 i 1865. La seva teoria era, bàsicament, que els camps elèctrics variables creen camps magnètics variables, i viciversa, que els camps magnètics variables creen camps elèctrics variables amb el que uns o altres crearan al seu torn nous camps elèctrics o magnètics variables amb els que aquests camps es propagaran per l'espai en forma de camps electromagnètics variables successius que s'allunyen de la font on es van originar en forma d'ones electromagnètiques.
Heinrich Rudolf Hertz, entre 1886 i 1888, va ser el primer a validar experimentalment la teoria de Maxwell, en idear com "crear" artificialment tals ones electromagnètiques i com detectar la continuació duent a la pràctica emissions i recepcions d'aquestes ones i analitzant les seves característiques físiques per a demostrar que les ones creades artificialment tenien totes les propietats de les ones electromagnètiques "teòriques" i descobrint que les equacions electromagnètiques podien ser reformulades en una equació diferencial parcial denominada equació d'ona.
El dispositiu que va dissenyar per crear ones electromagnètiques consistia en dues barres metàl·liques de la mateixa mida alineades i molt properes per un dels seus extrems; sobre una d'aquestes barres eren injectats "paquets d'electrons" a molt alta tensió que a la vegada eren extrets de l'altra barra; dels intensos canvis en el nombre d'electrons que això provocava en les barres donava origen a descàrregues d'electrons d'una a una altra barra en forma d'espurnes a través de l'estret espai que les separava, descàrregues que es produïen d'una forma que es podria qualificar d'elàstica o oscil·lant, ja que després d'una "injecció" d'electrons en una barra es produïen descàrregues alternades d'electrons d'una a una altra barra cada vegada de menor intensitat fins a desaparèixer al cap per les resistències elèctriques. Aquests canvis alternants en el nombre d'electrons que tenia cada barra, electrons que es difonien per elles d'acord amb la seva longitud, feia que al llarg d'elles es produïssin variacions periòdiques de la càrrega elèctrica el que donava origen al seu torn a camps elèctrics variables al voltant d'elles d'un diàmetre similar a la longitud d'ambdues barres. Aquests camps elèctrics variables donaven origen al seu torn a camps magnètics variables amb el que es produïen ones electromagnètiques que es difonien des d'aquestes barres. Les "injeccions" i "subtraccions" de "paquets d'electrons" s'aconseguien mitjançant intensos impulsos elèctrics provocats per una bobina d'un gran nombre d'espires que tenia els seus extrems units cadascun a una de les dues barres i que tenia una altra bobina d'un petit nombre d'espires concèntrica a ella. Aquesta segona bobina rebia breus impulsos elèctrics en baixa tensió que induïa a la bobina de gran nombre d'espires la qual els transformava en impulsos de molt alta tensió. El receptor era una barra metal·lica circular, d'una mida que li feia ressonant per als camps electromagnètics originats en els dos barres emissores, que estava oberta en un punt en el qual els corrents d'electrons provocats en tal barra receptora pels camps magnètics variables captats causaven petites descàrregues d'electrons visibles així mateix en forma de petites espurnes. Hertz va fer un pas de gegant en afirmar i provar que les ones electromagnètiques es propaguen a una velocitat similar a la velocitat de la llum i que tenien les mateixes característiques físiques que les ones de llum, com les de reflectir-se en superfícies metàl·liques, desviar-se per prismes, estar polaritzades, etc., establint així les bases per a l'enviament de senyals de ràdio. Com a homenatge a Hertz per aquest descobriment, les ones electromagnètiques van passar a denominar hertzianes.
Aquests científics van posar les bases teòriques i tècniques perquè la ràdio tirés endavant, ja que la propagació de les ones electromagnètiques va ser essencial per a desenvolupar el que posteriorment s'ha convertit en un dels grans mitjans de comunicació de masses.

### Primeres transmissions per ràdio

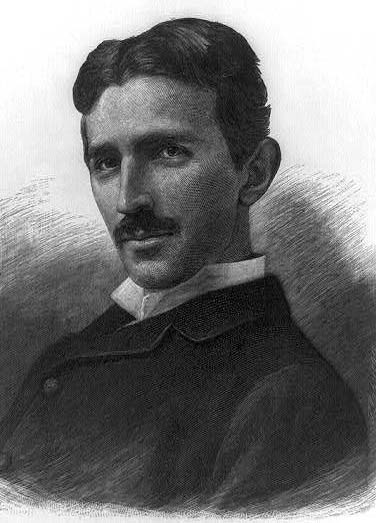
Nikola Tesla

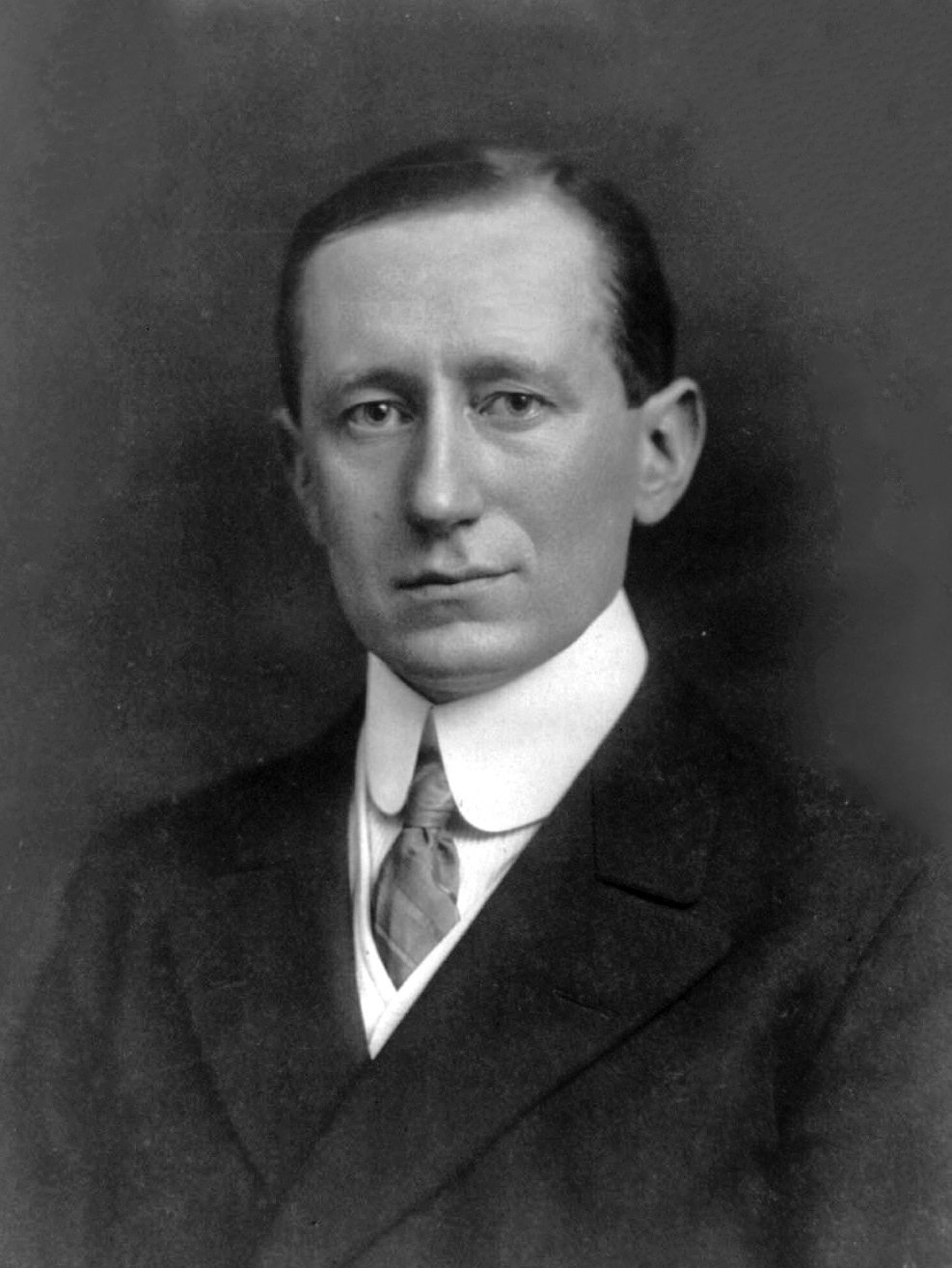
Guglielmo Marconi

El significat i l'ús de la paraula "ràdio" es va desenvolupar en paral·lel als progressos en el camp de les comunicacions, es poden diferenciar tres fases diferents: descobriment i experimentació amb les ones electromagnètiques; assoliment de la comunicació sense fils i el seu desenvolupament tècnic; aparició de la radiodifusió i la seva comercialització. Moltes persones, inventors, enginyers, desenvolupadors i empresaris, van contribuir a crear la idea moderna de la ràdio i, per tant, els orígens i la "invenció" són múltiples i controvertits. Els primers dissenys de ràdio no podien transmetre cap mena de sons, es tractava de radiotelègrafs.
És difícil atribuir la invenció de la ràdio a una única persona. En diferents països es reconeix la paternitat en clau local: Alexander Stepanovitx Popov va fer les seves primeres demostracions a Sant Petersburg, Rússia; Nikola Tesla a Saint Louis (Estats Units) i Guglielmo Marconi a Anglaterra.
Els experiments van portar a terme Thomas Edison i els seus empleats de la Menlo Park. Edison va sol·licitar el 1885 a l'Oficina de Patents dels EUA una patent per a un acoblament electroestàtic. La patent va ser concedida amb el número 465.971 el 29 de desembre de 1891. Anys més tard la companyia de Marconi compraria els drets de la patent d'Edison per protegir-se legalment dels plets.
El 1893 Nikola Tesla va descriure i va demostrar els principis del seu treball sobre la comunicació sense fils. La seva descripció contenia tots els processos i elements que serien incorporats posteriorment en els sistemes de ràdio abans del desenvolupament de la vàlvula de buit. Tesla va començar a experimentar amb receptors magnètics, tot i l'existència dels cohesors (uns dispositius de detecció d'oscil·lacions elèctriques d'alta freqüència que consistien en tubs plens de llimadures de ferro i que aprofitaven la disminució sobtada de la resistència d'un conductor metàl·lic imperfecte en ésser sotmès a un camp elèctric d'alta freqüència) que havien estat inventats per Temistocle Calzecchi Onesti a Itàlia el 1884 i eren utilitzats per Guglielmo Marconi i d'altres dels primers pioners.
El 14 d'agost de 1894, el professor Oliver Lodge i Alexander Muirhead van dur a terme una demostració de la telegrafia sense fils a l'auditori del Museu d'Història Natural de la Universitat d'Oxford. Un senyal de ràdio va ser enviat des de l'edifici veí del Laboratori Clarendon i va ser rebut per un giny a la sala de conferències.
El 1895 Alexander Stepanovitx Popov va construir el seu primer receptor de ràdio basat en un cohesor. Va perfeccionar aquest detecció d'oscil·lacions elèctriques, esdevenint el que avui es coneix com a detector de llamps, i el presentaria a la Societat Russa de Física i Química el 7 de maig de 1895. Una representació de detector de llamps de Popov va ser publicada a la Revista de la Societat del mateix any. El receptor de Popov va ser creat sobre la base del millor receptor d'Oliver Lodge i originalment destinat als seus experiments. Deu mesos després, el 24 de març de 1896, ja amb un sistema complet de recepció-emissió de missatges telegràfics, va transmetre el primer missatge telegràfic entre dos edificis de la Universitat de Sant Petersburg situats a una distància de 250 m. El text d'aquest primer missatge telegràfic va ser: "Heinrich Hertz".
En 1896, Marconi va obtenir la primera patent del món sobre la ràdio, la Patent britànica 12039,Millores en la transmissió d'impulsos i senyals elèctrics i un aparell per a això(els equips que emprava eren: com a emissor un generador d'espurnes de molt alta tensió, similar a l'emprat per Hertz, que connectava per un extrem a una gran antena no sintonitzada i per l'altre a terra, amb el que produïa alguna cosa que es podria definir com "soroll electromagnètic" en un ampli marge de freqüències més que ones de ràdio d'una freqüència concreta. Com receptor utilitzava un cohesor o coherència, tampoc de la seva invenció, que consistia en un petit recipient de vidre ple de llimadures de metall ideat inicialment per protegir dels raigs les instal·lacions telegràfiques, ja que en condicions normals tal dispositiu tenia alta resistència elèctrica però aquesta disminuïa intensament en arribar a ell una descàrrega elèctrica d'un llamp; s'havia trobat que també els camps elèctrics intensos produïts pels raigs disminuïen així mateix la seva resistència elèctrica) però Països com França o Rússia van rebutjar reconèixer la seva patent per aquesta invenció, referint-se a les publicacions de Popov, prèvies en el temps.
Passar dels prototips experimentals de laboratori als dissenys comercials va necessitar diverses dècades i els esforços de molts professionals. El 1878, David Edward Hughes es va adonar que les descàrregues elèctriques provocaven la recepció de sons a un receptor de telèfon amb el que experimentava el seu micròfon de carbó. Va desenvolupar un detector basat en el carbó que podria detectar senyals a uns centenars de metres. L'any 1880 va presentar el seu descobriment a la Royal Society, però li van dir que no era més inducció i va abandonar la investigació.
En 1897 Marconi va muntar la primera estació de ràdio del món en l'Illa de Wight, al sud d'Anglaterra i en 1898 va obrir la primera factoria del món d'equips de transmissió sense fils a Hall Street (Chelmsford, Regne Unit) donant feina a unes 50 persones. En 1899 Marconi va aconseguir establir una comunicació de caràcter telegràfic entre Gran Bretanya i França. Tan sols dos anys després, en 1901, això quedaria com una minúcia a l'aconseguir per primera vegada transmetre senyals de banda a banda a través de l'oceà Atlàntic.
Nikola Tesla-que per un camí diferent al de Herzt havia arribat també a produir i detectar ones de ràdio (generant mitjançant alternadors corrents elèctriques alternes de molt alta freqüència que eren aplicades a una gran antena i a terra amb el que s'originen ones electromagnètiques que es transmetia a llarga distància i que eren captades aprofitant els corrents alternes que induïen en altres antenes unides a terra a través de circuits ressonants, formats per inductàncies i condensadors, que també havia ideat) buscant, més que transmetre senyals, transmetre energia elèctrica a llarga distància sense utilitzar conductors metàl·lics, va fer la seva primera demostració pública de radiocomunicació a San Luis (Missouri, USA), a 1893. Dirigint-se al Franklin Institute de Filadèlfia i a la National Electric Light Association va descriure i va demostrar en detall els principis de la radiocomunicació. Els seus aparells contenien ja tots els elements que van ser utilitzats en els sistemes de ràdio fins al desenvolupament dels tubs de buit. Als Estats Units, alguns desenvolupaments clau en els inicis de la història de la ràdio van ser creats i patentats el 1897 per Tesla. Tanmateix, l'Oficina de Patents dels Estats Units revocar la seva decisió en 1904 i va adjudicar a Marconi una patent per la invenció de la ràdio, possiblement influenciada pels patrocinadors financers de Marconi als Estats Units, entre els quals es trobaven Thomas Alva Edison i Andrew Carnegie. Anys després, en la dècada dels seixanta el Tribunal Suprem dels Estats Units va dictaminar que la patent relativa a la ràdio era legítimament propietat de Tesla, reconeixement de forma legal com a inventor d'aquesta, si bé això no va transcendir a l'opinió pública, que segueix considerant a Marconi com el seu inventor.
El 12 de desembre de 1901, Marconi va transmetre, per primera vegada, senyals Morse per ones electromagnètiques.
El 1899 el valencià Julio Cervera Baviera va començar a col·laborar amb Guglielmo Marconi i el seu ajudant, George Kemp, resolent diferents problemes de la telefonia sense fils i obtenint les primeres patents abans de finalitzar l'any. Entre aquestes, una de les més destacades és la del telecomandament d'equips i sistemes, antecessor del comandament a distància.

### Dates rellevants
- 1873: El físic escocès James Clerk Maxwell obté les equacions generals de la propagació de les ones electromagnètiques.
- 1887: El físic alemany Heinrich Rudolf Hertz aconsegueix demostrar l'existència de les ones electromagnètiques. A més, descobreix l'efecte fotoelèctric per mitjà d'un descarregador o ressonador.
- 1890: El físic francès Edouard Branly inventa un aparell que rep els senyals de la telegrafia sense utilitzar fils.
- 1896: L'enginyer rus Alexander Popov inventa la primera antena radioelèctrica. També construeix el primer receptor d'ones electromagnètiques.
- 1908: A Califòrnia té lloc la primera emissió radiofònica de caràcter privat de la mà de CH.D.Herrold.
- 1914-1918: L'ús de la ràdio com a element comunicatiu comença a utilitzar-se entre els exèrcits durant la Primera Guerra Mundial. La utilitat d'aquest mitjà rau en el seu valor estratègic de la comunicació sense fils i serveix per mantenir el caràcter reservat de les comunicacions.
- 1918: Edwin Armstrong patenta el receptor superheterodí.
- 1920: Primeres transmissions radiodifoses per entreteniment. Això passa el 27 d'agost des de la terrassa del Teatre Coliseo de la Ciudad de Buenos Aires. El projecte va ser encapçalat pel Dr. Enrique Telémaco Susini i els seus tres col·laboradors: César Guerrico, Luis Romero Carranza i Miguel Mujica, després anomenats «Els bojos de l'azotea ».

Comença a funcionar a la ciutat Nord-americana de Pittsburg la KDKA, coneguda per ser la primera estació de ràdio que emet una programació regular i continuada.
- 1922: El francès Maurice Vinot emet des de París els primers butlletins d'informació amb notícies d'actualitat general i esports. Això és possible gràcies a l'emissora Radiolé i l'agència de notícies Havas.